# Amman (stad)
Amman, (عمان; IPA: [ɑːˈmɑːn]; in de oudheid: Philadelphia), is de hoofdstad van Jordanië. In 2022 telde de stad 4.300.000 inwoners.
Amman is een moderne wereldstad. Nog steeds stijgt het aantal inwoners sterk. Economisch gaat het zo goed in Amman dat veel buitenlandse ondernemingen zich er vestigen. De effectenbeurs van Amman heet de Amman Stock Exchange. Belangrijke middelen van vervoer zijn de bus, de taxi, en de gedeelde taxi. Binnen het Jordaanse transportsysteem is Amman het voornaamste knooppunt.

## Geografie
De stad ligt in het noordwesten van het land, slechts enkele tientallen kilometers verwijderd van de Westelijke Jordaanoever en de Dode Zee. De stad is ontstaan in een dal, maar door de bevolkingstoename werden later ook de omliggende heuvels bebouwd.

## Geschiedenis
In de buurt van Amman zijn archeologische vondsten gedaan uit de neolithische tijd. In de Romeinse periode maakte Amman, toen Philadelphia, deel uit van de steden van de Dekapolis. Uit de Grieks-Romeinse periode zijn resten van de stadsmuren, een tempel gewijd aan Zeus-Ammon, een odeon en een amfitheater bewaard gebleven.
Het moderne Amman werd gesticht in 1878, toen het Ottomaanse Rijk hier een groep Tsjerkessische immigranten huisvestte. Zij vormden tot halverwege de twintigste eeuw de meerderheid van de bevolking. Het was onder andere door een omvangrijke immigratie van Palestijnen, die vanwege het Arabisch-Israëlisch conflict vanaf 1948 naar Jordanië vluchtten, dat de stad een grote groei doormaakte. Vooral na 1967 was er een zeer sterke immigratie. Het gewapend conflict van Zwarte September werd uitgevochten in Amman.

## Bezienswaardigheden in Amman
Op en rond de citadel van Amman:
- het Romeinse theater van Amman
- het Odeum van Amman
- het Romeins forum
- het folkloristisch museum
- de tempel van Hercules
- het archeologisch museum
- de Byzantijnse kerk
- het paleis van de Omajjaden

Elders in de stad:
- de Al-Husseini-moskee
- de Abu Darwish-moskee
- de koning Abdullah I-moskee
- het nationaal museum
- de Abdounbrug, een tuibrug die deel uitmaakt van een ringweg rond de stad

## Bevolking
| jaar           | bevolking in miljoenen |
| -------------- | ---------------------- |
| 2000           | 1,5                    |
| 2011           | 2                      |
| met voorsteden | bijna 3                |

## Stedenbanden
- Bagdad, Irak
- Bakoe, Azerbeidzjan
- Khartoem, Soedan
- Parijs, Frankrijk sinds 1987

## Geboren
- Hoessein van Jordanië (1935-1999), koning van Jordanië (1952-1999)
- Awn Shawkat al-Khasawneh (1950), politicus, diplomaat en rechter
- Abdoellah II van Jordanië (1962), koning van Jordanië (sinds 1999)
- Ali bin Al-Hussein (1975), prins van Jordanië
- Amer Shafi (1982), voetballer
- Thaer Fayed Al-Bawab (1985), voetballer
- Hoessein bin al-Abdoellah (1994), prins van Jordanië
- Ahmad Abughaush (1996), taekwondoka en olympisch kampioen 2016

## Foto's

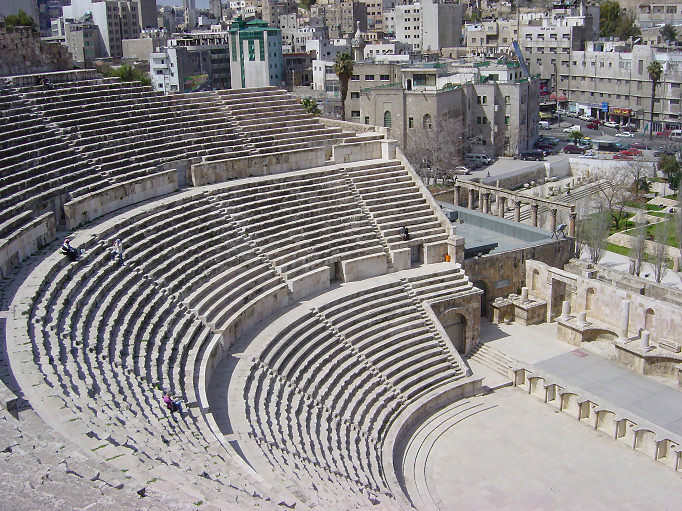
Romeins theater
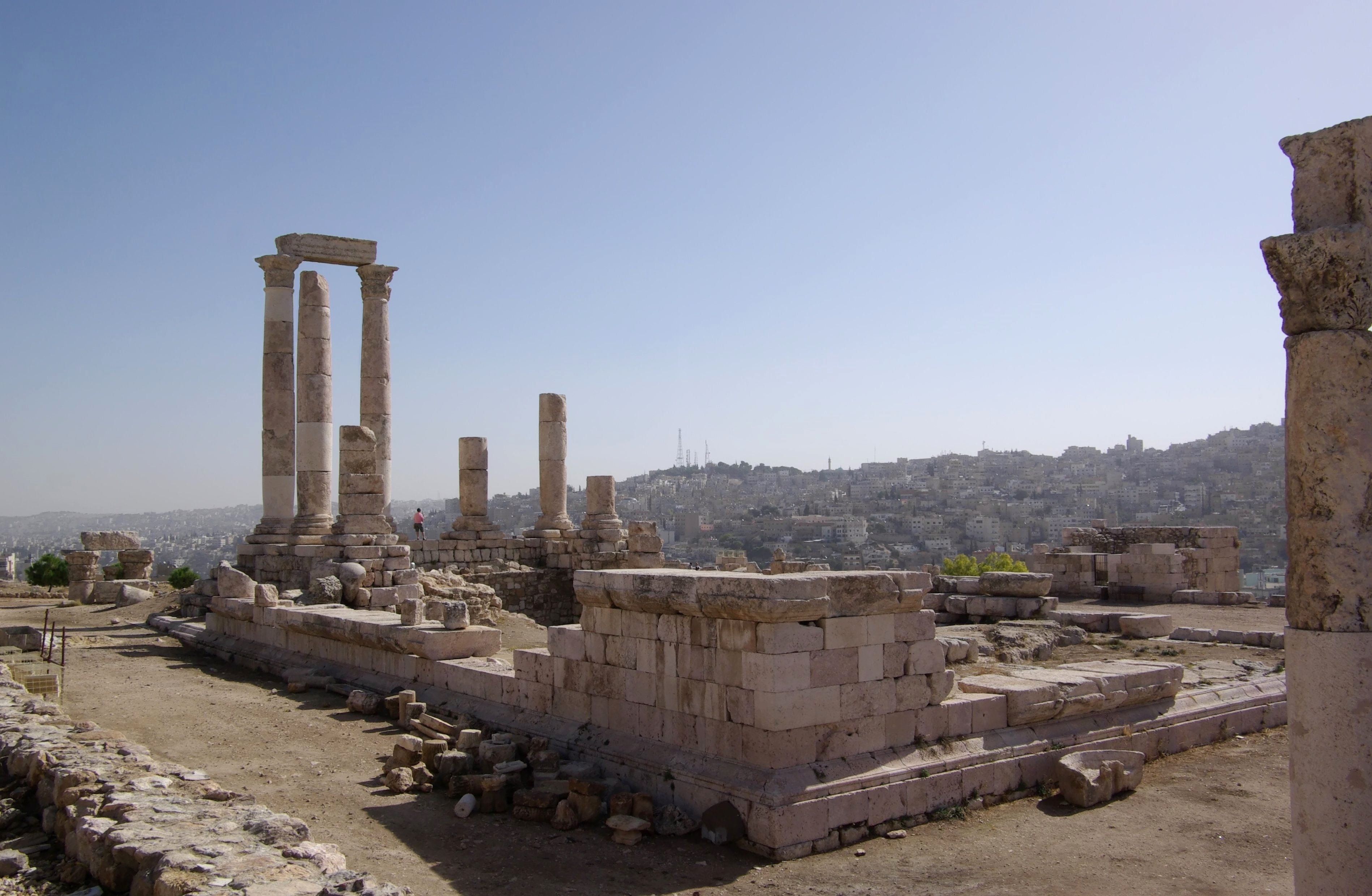
Tempel van Hercules
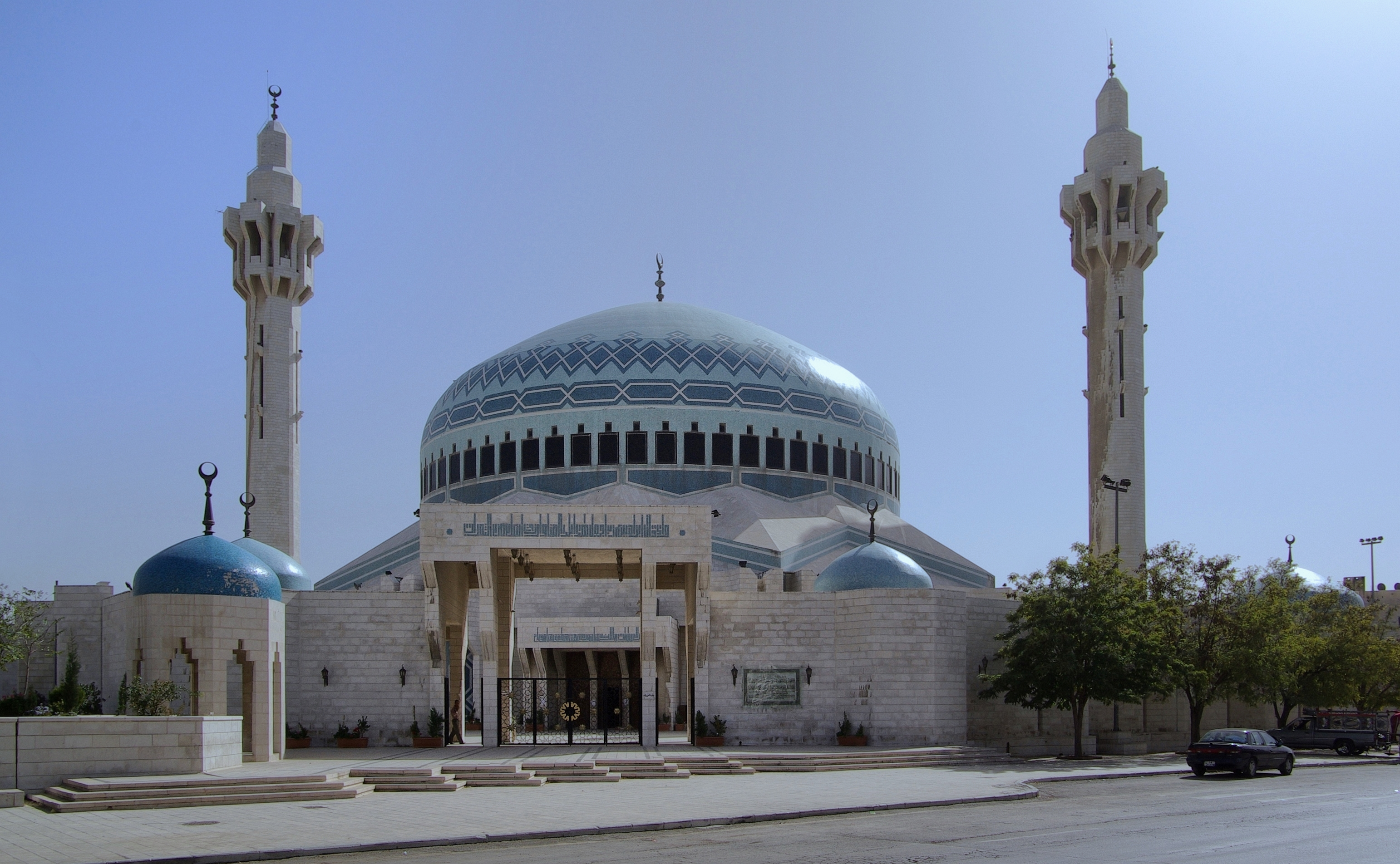
Koning Abdoellah I moskee